# Nationaal Park Nedersaksische Waddenzee
Nationaal Park Nedersaksische Waddenzee (Duits: Nationalpark Niedersächsisches Wattenmeer) is een nationaal park in Duitsland dat is opgericht in 1986. Het nationaal park beslaat de Oost-Friese Waddeneilanden, de West-Friese eilanden, de schorren en slikken bij de Dollard, Cuxhaven en de vaargeul van de Elbe. Het nationaal park heeft een oppervlakte van 345.800 hectare. De organisatie die het park beheert is gevestigd in Wilhelmshaven. Sinds 2009 staat het nationaal park op de werelderfgoedlijst van UNESCO, waartoe ook grote delen van het Deense, Nederlandse en overige Duitse waddengebied behoren.

## Ecologie
Binnen het nationaal park zijn verschillende beschermde biotopen aangewezen. Er komen in het park slikken, wadden, kwelders, duinen en riviermondingen voor. Veel van de flora en fauna in het park is karakteristiek voor de Waddenzee waar het nationale park een onderdeel van is.
De bodem van de nabijgelegen Noordzee is erg vlak en loopt in sommige gevallen slechts enkele centimeters af per kilometer. Tijdens de vloed wordt er sediment vanuit de Noordzee afgezet aan de noordkant van de eilanden en in de Waddenzee, hetgeen zorgt voor de vorming van de kust. De Waddenzee is op de tropische regenwouden na het productiefste ecosysteem op aarde. De eb- en vloedbeweging leidt tot zeer dynamische milieus en samen met de estuaria tot een zoet-zout-gradient.
Er komen in totaal ruim 10000 soorten voor in het nationale park waarvan een deel karakteristiek is voor het waddenecosysteem. Er zijn ten minste 4000 diersoorten en daarnaast onder meer enkele duizenden algen-, schimmel-, bacterie- en plantensoorten.
In de Waddenzee komen uiteenlopende organismen in grote aantallen voor zoals diatomeeën, slakken, tweekleppigen wormen en stekelhuidigen. Een bijzondere soort die voorkomt in het park, is de zeepier. Bekend zijn ook de mossel en de zeehond.
In de duinen broeden soorten zoals de eidereend en de bergeend, daarnaast verscheidene soorten meeuwen en steltlopers. Een kenmerkende plant voor de duinen is het helmgras (Ammophila arenaria).
Op de kwelders en platen broeden onder meer de kluut en enige soorten sterns. Daarnaast zijn de kwelders een geschikt biotoop voor de lamsoor (Limonium). In de winter verblijven grote aantallen ganzen in het gebied.

## Geschiedenis
In 1971 kreeg het park beschermde status door de Conventie van Ramsar, hetgeen aangeeft dat het behoud van het park van internationaal belang is voor vogels. In 1979 werd er door Hans-Joachim Augst en Holger Wesemüller een model gemaakt dat het park in verschillende beschermingszones met eigen beschermingsniveau verdeelde. In 1992 wees UNESCO het park aan als biosfeerreservaat. Alle zones van het park werden bovendien aangewezen als vogelbeschermgebied volgens die Europese vogelrichtlijn en gebieden die onder zone II en III vallen, als beschermd gebied volgens de Europese habitatrichtlijn.
In eerste instantie werd het park in 1986 beschermd door een plaatselijke verordening die in 1999 werd omgezet in wetgeving. In 2001 wijzigde de regering van de deelstaat Nedersaksen deze wet echter zodanig. dat vele gebieden minder bescherming kregen en functies zoals recreatie meer ruimte kregen. Dit werd gecompenseerd door het oostelijk deel van de Dollard bij het nationale park te trekken.
Tachtig deelgebieden dreigden een lagere beschermstatus te krijgen. In 2002 werd een klacht ingediend door een plaatselijke milieuorganisatie bij de Europese Commissie in Brussel. In 2006 werd de klacht niet ontvankelijk verklaard omdat er genoeg compenserende maatregelen waren genomen. In 2008 werd een voorstel gedaan om het park op te nemen op de lijst van werelderfgoed van de UNESCO, hetgeen in 2009 gehonoreerd werd. Op 1 maart 2010 werd het park door een nieuwe wijziging van de Bundesnaturschutzgesetz vergroot met 670 km² (voornamelijk in de omgeving van Cuxhaven en de monding van Elbe), zodat het nu ongeveer 3500 vierkante kilometer beslaat.

## Beschermingszones
Het park kent drie beschermingszones.
- Zone I: Deze zone beslaat 68,5% van het gehele gebied en is alleen te bezien via enkele paden of enkele keren per jaar tijdens wandelingen.
- Zone II: Deze zone bedraagt 31% van het hele gebied en is het gehele jaar te bezoeken met uitzondering van de broedgebieden voor de vogels.
- Zone III: Deze zone beslaat 0,5% van het gebied en is voornamelijk een herstelzone.

De beschermstatus van een gebied kan indien nodig aangepast worden.
Bayerischer Wald ·
Berchtesgaden ·
Eifel ·
Hainich ·
Hamburgisches Wattenmeer ·
Harz ·
Hunsrück-Hochwald ·
Jasmund ·
Kellerwald-Edersee ·
Müritz ·
Niedersächsisches Wattenmeer ·
Sächsische Schweiz ·
Schleswig-Holsteinisches Wattenmeer ·
Schwarzwald ·
Unteres Odertal ·
Vorpommersche Boddenlandschaft
- Bibliothèque nationale de France: cb15200136g (data)
- Gemeinsame Normdatei: 515996-9
- International Standard Name Identifier: 0000 0001 1088 555X
- Library of Congress Control Number: sh90005167
- Nationale Bibliotheek van Israël: 987007539476705171
- Virtual International Authority File: 129870206